# Olio di noci

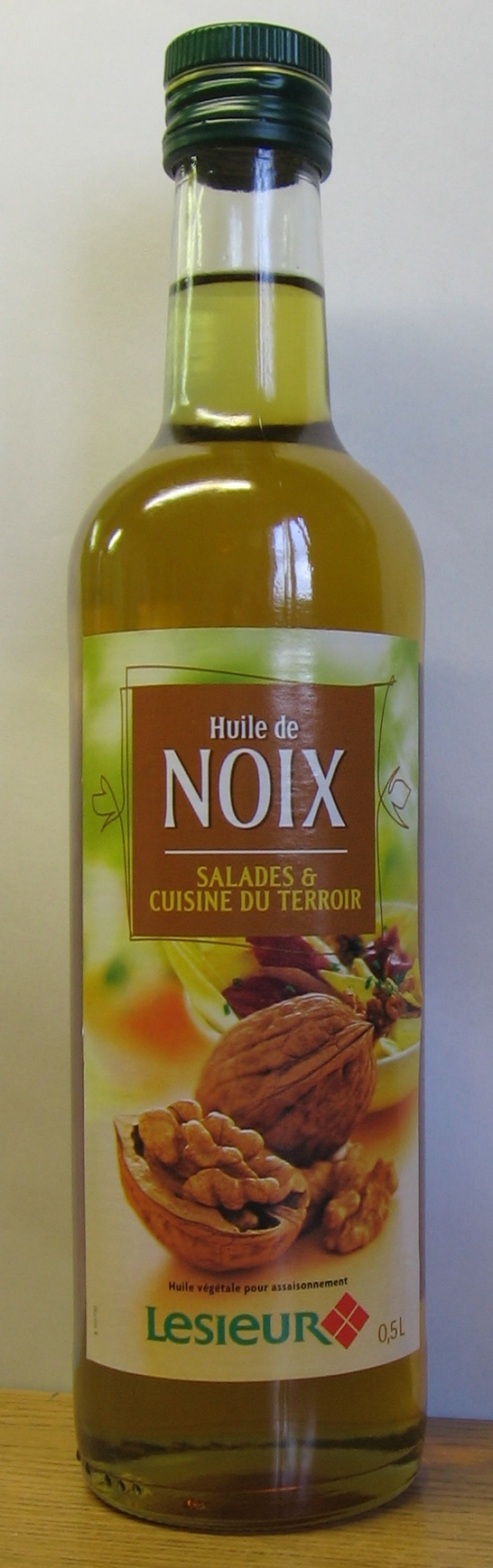
Una bottiglia di olio di noci

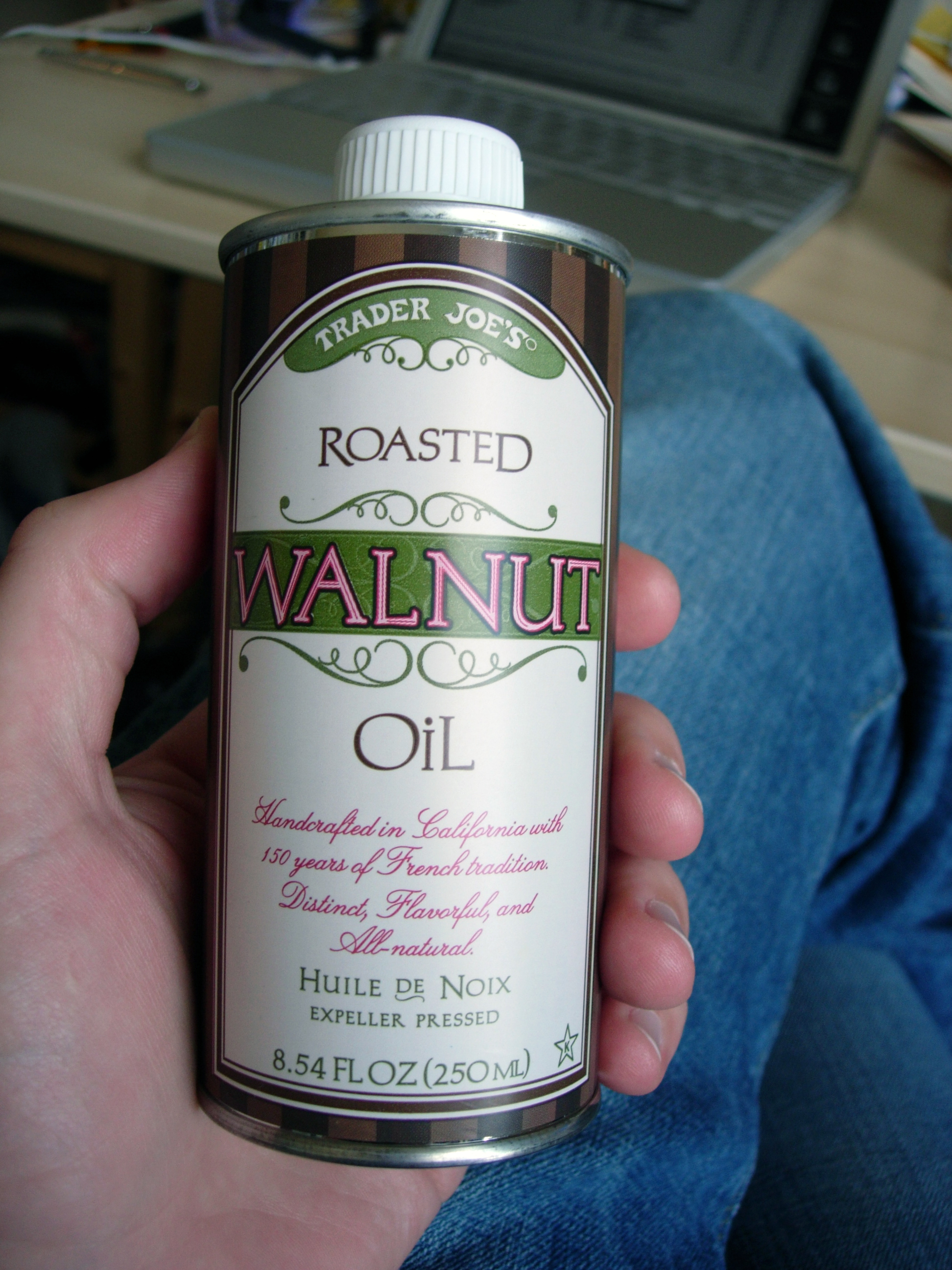
Olio di noci tostate

L'olio di noci è un olio vegetale estratto sin dall'antichità dai gherigli (semi) della Juglans regia, il noce bianco, comune o reale, di origine euroasiatica. 
Il frutto del noce è una drupa con endocarpo legnoso che contiene un seme il cui endosperma è particolarmente ricco (62-71%) di lipidi.
Al di fuori delle zone di produzione-trasformazione industriale fortemente automatizzate, l'ottenimento dell'olio di noce è laborioso e richiede parecchia mano d'opera. Esso irrancidisce molto rapidamente, specialmente se lasciato esposto all'aria, alla luce o al calore. È per questo che non può essere utilizzato come olio di cottura o per fritture.
Essendo un olio semi-siccativo, in passato, è stato spesso utilizzato nella formulazione dei colori ad olio.
Per uso alimentare viene commercializzato raffinato o più frequentemente non raffinato in modo da preservare specifiche qualità organolettiche e sensoriali.

## Storia
L'albero del noce ed i suoi frutti dall'antica Grecia e Roma (Dioscoride che già scriveva di come ricavarne un olio, Plinio il vecchio, Plutarco)  al XV secolo ( Isidoro, Bartolomeo Sacchi, Gabriele Falloppio ) sono stati descritti effetti sulla salute in modo controverso. Da una parte, l'albero e la sua ombra erano considerati malsani, dall'altra i frutti con il loro mallo pur essendo ritenuti tossici, venivano citati come tintura per i capelli e come ingrediente medicamentoso, più che altro come antidoto seguendo la dottrina attribuita a Mitridate (veleno scaccia veleno)  o come digestivo ( Galeno ). L'idea di una tossicità dell'albero e dei suoi derivati era talmente radicata che l'etimologia latina del nome suo e dei suoi frutti viene fatta risalire al verbo nocere (trad.: nuocere). La falsa credenza che la noce, come diceva il nome, fosse nociva ha continuato a diffondersi nei testi di medicina anche dopo che l'utilizzo alimentare dei gherigli e di un olio di noci è stato descritto in vari testi di cucina dalla fine del XIV secolo. L'utilizzo dell'olio si diffuse nell'Italia nord occidentale, nella Francia meridionale e nel nord della Spagna, come olio povero, di bassa qualità, tipico nella cucina rurale. La percezione di bassa qualità era probabilmente dovuta alla propensione all'irrancidimento dell'olio di noci. Produzione e consumo dell'olio di noci scemarono con l'avvento di oli molto più economici. Solo dalla fine del 1900 all'olio di noci è stato attribuito il ruolo di specialità culinaria. Nel 2018 all'olio di noci Périgord (Francia) è stato insignito del marchio di Denominazione di Origine Protetta.

## Estrazione

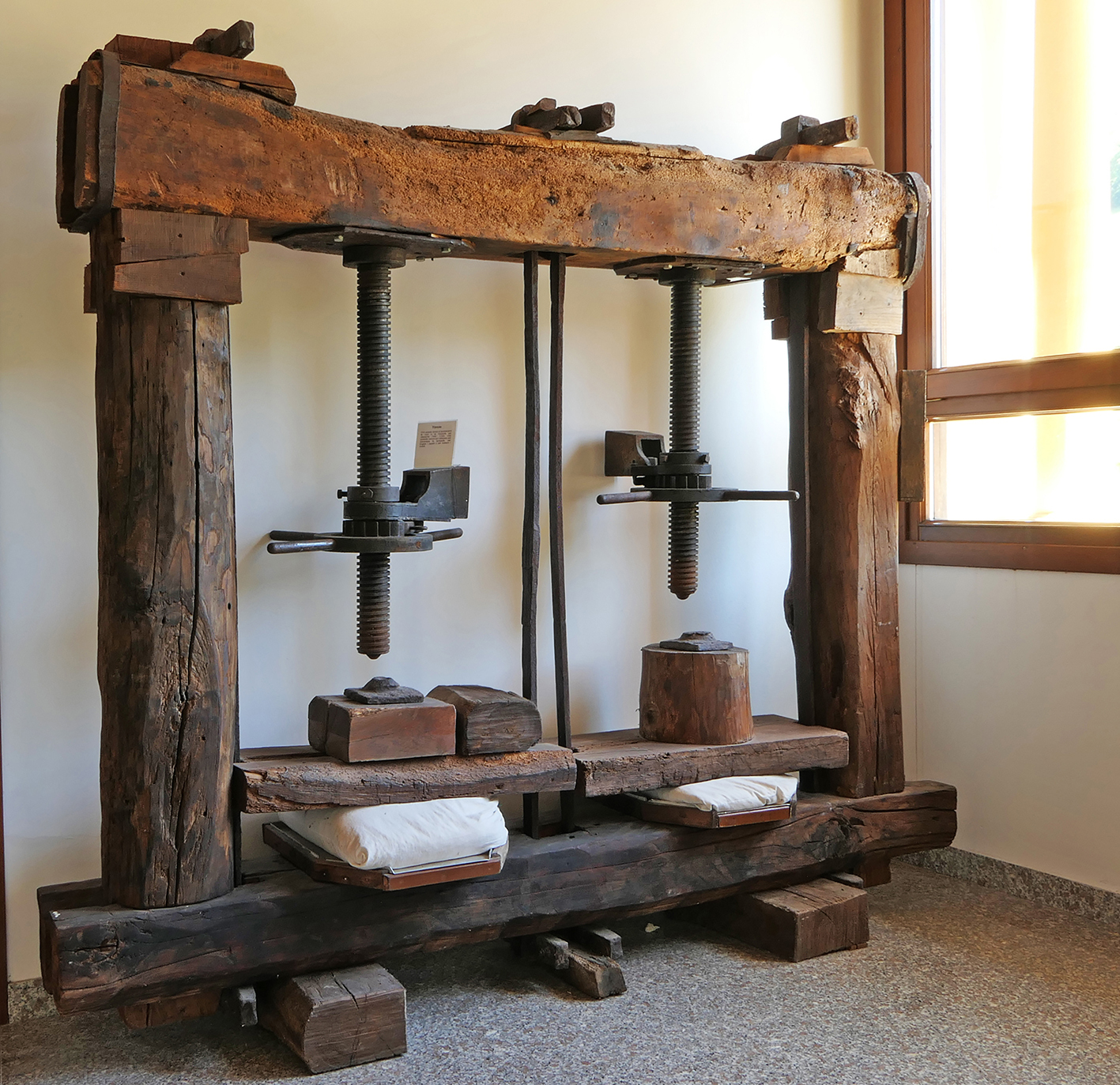
Torchio oleario nel Museo antichi mestieri delle Valli del Pasubio

Dopo essere stati decorticati i gherigli vengono essiccati per ridurne il tenore di umidità. In alcune produzioni per ottenere specifiche qualità sensoriali ed organolettiche come per altri oli derivati da frutta secca i semi vengono tostati prima del processo di estrazione. Per la produzione dell'olio possono essere utilizzati anche gherigli scartati per dimensione o difetti dalla produzione di frutta secca o snack. Come per altri oli di semi ad alto tenore di lipidi (>50%)  l'olio di noci può essere estratto utilizzando solo sistemi meccanici a temperature inferiori ai 45 °C, ottenendo oli che possono essere definiti "vergini"con un alto valore organolettico e nutrizionale. L'estrazione meccanica a bassa temperatura dell'olio ha però una resa più bassa con conseguente perdita economica. Per alzare la resa, soprattutto negli impianti con presse a coclea/vite, è possibile riscaldare la pasta di gherigli. La pasta, chiamata biscotto, residua dall'estrazione dell'olio con processi meccanici ha avuto per anni un suo impiego alimentare.
Nell'industria oleochimica è più comune l'estrazione con solventi organici che richiede un processo di raffinazione a valle. Negli oli di alto valore commerciale, come l'olio di noci, è possibile anche l'estrazione usando come solvente un gas in stato supercritico o subcritico che non comporta, in genere, una successiva raffinazione. La tecnica di estrazione può influire sulla qualità e commerciabilità dell'olio di noci, che considerando il posizionamento sul mercato e la domanda come specialità gastronomica oggi viene quasi sempre offerto nella versione "vergine" o "spremuto meccanicamente" o "spremuto a freddo".

## Caratteristiche chimico-fisiche
A temperatura ambiente l'olio di noci è liquido e si presenta come una sostanza oleosa di colore dal giallo tenue all'ambra fino ad un colore tendente al bruno negli oli vergini ricavati da semi tostati.
Le caratteristiche chimico fisiche degli oli vegetali possono variare in funzione del processo di estrazione e raffinazione.
I valori standard dell'olio di noci non raffinato sono:
| Caratteristiche chimico fisiche dell'olio noci non raffinato | Caratteristiche chimico fisiche dell'olio noci non raffinato |
| ------------------------------------------------------------ | ------------------------------------------------------------ |
| Densità relativa (g/ml)                                      | 0,923-0,925                                                  |
| indice di rifrazione a 25 °C                                 | 1,472-1,475                                                  |
| numero di saponificazione (mg KOH/g olio)                    | 189 – 198                                                    |
| numero di iodio                                              | 132-162                                                      |
| materia insaponificabile (g/kg)                              | ≤20                                                          |

## Composizione
La composizione dell'olio di noci, come in tutti gli oli vegetali, può variare in funzione della cultivar, delle condizioni ambientali, della raccolta e della lavorazione. 
L'olio di noci è composto prevalentemente da trigliceridi con la seguente distribuzione tipica di acidi grassi, come proposto nel Codex Alimentarius.
| Composizione tipica dell'olio di noci  | Composizione tipica dell'olio di noci | Composizione tipica dell'olio di noci |
| -------------------------------------- | ------------------------------------- | ------------------------------------- |
| acido grasso                           | Notazione Delta                       | concentrazione/(min-max)%             |
| acido laurico                          | 12:0                                  | N D                                   |
| acido miristico                        | 14:0                                  | 0-0,3                                 |
| acido palmitico                        | 16:0                                  | 6,0-8,0                               |
| acido palmitoleico                     | 16:1Δ9c                               | 0,1- 0,2                              |
| acido margarico                        | 17:0                                  | ND                                    |
| acido eptadecenoico                    | 16:1Δ10c                              | ND                                    |
| acido stearico                         | 18:0                                  | 1–3                                   |
| acido oleico                           | 18:1Δ9c                               | 13–21                                 |
| acido linoleico                        | 18:2Δ9c,12c                           | 54–65                                 |
| acido α-linolenico                     | 18:3Δ9c,12c,15c                       | 13–14                                 |
| acido arachico                         | 20:0                                  | 0– 0,1                                |
| acido gadoleico                        | 20:1Δ11c                              | 0– 0,2                                |
| acido eicosadienoico                   | 20:2Δ11c,14c                          | ND                                    |
| acido beenico                          | 22:0                                  | 0–0,5                                 |
| acido erucico                          | 22:1Δ13c                              | ND                                    |
| acido lignocerico                      | 24:0                                  | ND                                    |
| Legenda: ND = non determinato o <0,05% |                                       |                                       |

L'alta concentrazione di acidi grassi polinsaturi lo rende particolarmente suscettibile all'ossidazione.
| concentrazione rilevata su oli non raffinati | concentrazione rilevata su oli non raffinati |
| Sostanza                                     | mg/kg                                        |
| -------------------------------------------- | -------------------------------------------- |
| Tocoli totali                                | 390-570                                      |
| Alfa-tocoferolo                              | ND-50                                        |
| Beta-tocoferolo                              | ND                                           |
| Gamma-tocoferolo                             | 120-400                                      |
| Delta-tocoferolo                             | ND - 60                                      |
| Alfa-tocotrienolo                            | ND                                           |
| Gamma-tocotrienolo                           | ND                                           |
| Delta-tocotrienolo                           | ND                                           |
| Legenda: ND = non determinato                |                                              |

La concentrazione totale di steroli rilevata su oli non raffinati è 500-1760 mg/kg.
| distribuzione percentuale degli steroli rilevata su oli non raffinati | distribuzione percentuale degli steroli rilevata su oli non raffinati |
| Sostanza                                                              | % sul totale degli steroli                                            |
| --------------------------------------------------------------------- | --------------------------------------------------------------------- |
| Colesterolo                                                           | ND                                                                    |
| Brassicasterolo                                                       | ND                                                                    |
| Campesterolo                                                          | 4 - 6,5                                                               |
| Stigmasterolo                                                         | ND                                                                    |
| Β-sitosterolo                                                         | 70 – 92                                                               |
| Delta-5-avenasterolo                                                  | 0,5 – 6                                                               |
| Delta-7-stigmastenolo                                                 | ND – 3                                                                |
| Delta-7-avenasterolo                                                  | ND – 2                                                                |
| altri steroli                                                         | ND                                                                    |
| Legenda: ND= Non Determinato                                          |                                                                       |

Altri componenti minori dell'olio di noci rilevati in alcuni studi sono: fenoli con aldeidi, terpeni e alcoli che gli conferiscono una caratteristica nota aromatica.